# Svend Aage Rask
Svend Aage Rask (14. července 1935, Odense – 29. června 2020) byl dánský fotbalový brankář.

## Fotbalová kariéra
Chytal za tým B 1909 Odense. S Boldklubben 1909 vyhrál v letech 1959 a 1964 dánskou ligu a v roce 1962 pohár. Byl členem dánské reprezentace na Mistrovství Evropy ve fotbale 1964, ale zůstal mezi náhradníky a do utkání nenastoupil. Za dánskou reprezentaci nastoupil v roce 1969 v utkání proti Bermudám. V Poháru mistrů evropských zemí nastoupil v 6 utkáních, v Poháru vítězů pohárů nastoupil v 6 utkáních a ve Veletržním poháru nastoupil ve 3 utkáních.

## Ligová bilance
| Ročník                 | Zápasy | Góly | Klub          |
| ---------------------- | ------ | ---- | ------------- |
| 1. dánská liga 1955/56 | -      | -    | B 1909 Odense |
| 1. dánská liga 1956/57 | -      | -    | B 1909 Odense |
| 1. dánská liga 1958    | -      | -    | B 1909 Odense |
| 1. dánská liga 1959    | -      | -    | B 1909 Odense |
| 1. dánská liga 1960    | -      | -    | B 1909 Odense |
| 1. dánská liga 1961    | -      | -    | B 1909 Odense |
| 1. dánská liga 1962    | -      | -    | B 1909 Odense |
| 1. dánská liga 1963    | -      | -    | B 1909 Odense |
| 1. dánská liga 1964    | -      | -    | B 1909 Odense |
| 1. dánská liga 1965    | -      | -    | B 1909 Odense |
| 1. dánská liga 1966    | -      | -    | B 1909 Odense |
| 2. dánská liga 1967    | -      | -    | B 1909 Odense |
| 1. dánská liga 1968    | -      | -    | B 1909 Odense |
| 1. dánská liga 1969    | -      | -    | B 1909 Odense |
| CELKEM 1. dánská liga  | -      | -    |               |